# Антон Антонов-Тонич
Антон Константинов Антонов – Тонич е български журналист, сценарист и писател.
Дългогодишен редактор на вестник „Стършел“, отговорен секретар на Съюза на българските писатели и главен редактор в Българска телевизия.
Написал е романите: „Красна поляна“, „Откраднатият влак“, „Трите златни палми“, „Жена премина кръстопътя“, „Бележникът „Сампа“, „Цар футбол“. Написал е сборници с разкази и пътеписи: „Три на нула“, „Усмивки на стадиона“, „Последният рунд“.
Тонич присъства на шест световни първенства по футбол - през 1958, 1966, 1970, 1974, 1982 и 1986 г., впечатленията си от които отразява в книгата си „В плен на златната богиня“ от 1970 г. и в нейното по-късно осъвременено издание със същото име.